# 자전거 타기

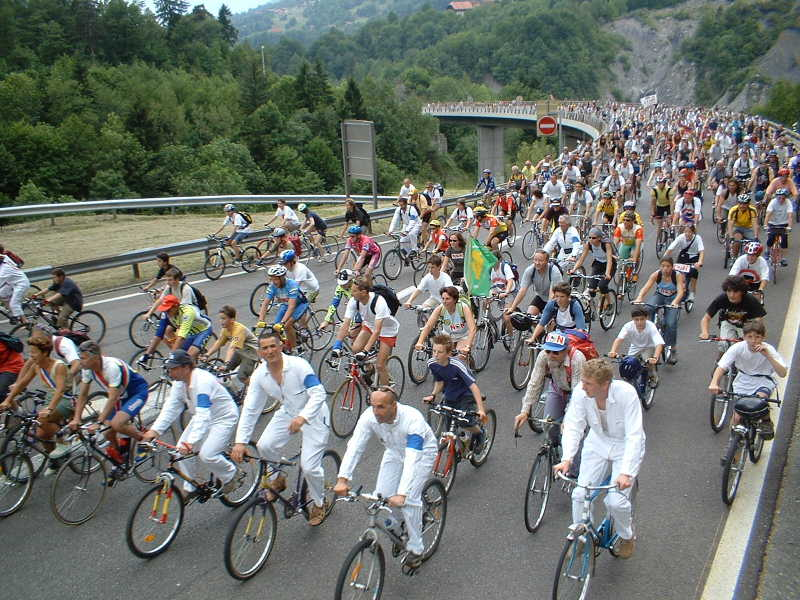
2003년 샤모니 크리티컬 매스에서 길을 가득 메운 자전거

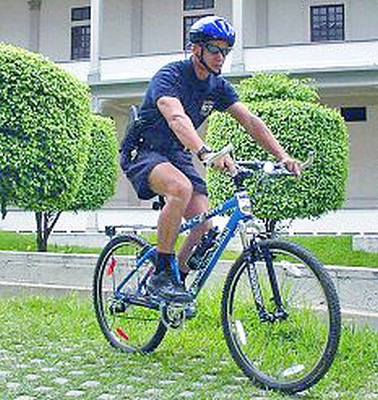
엘살바도르에 자전거를 탄 경찰

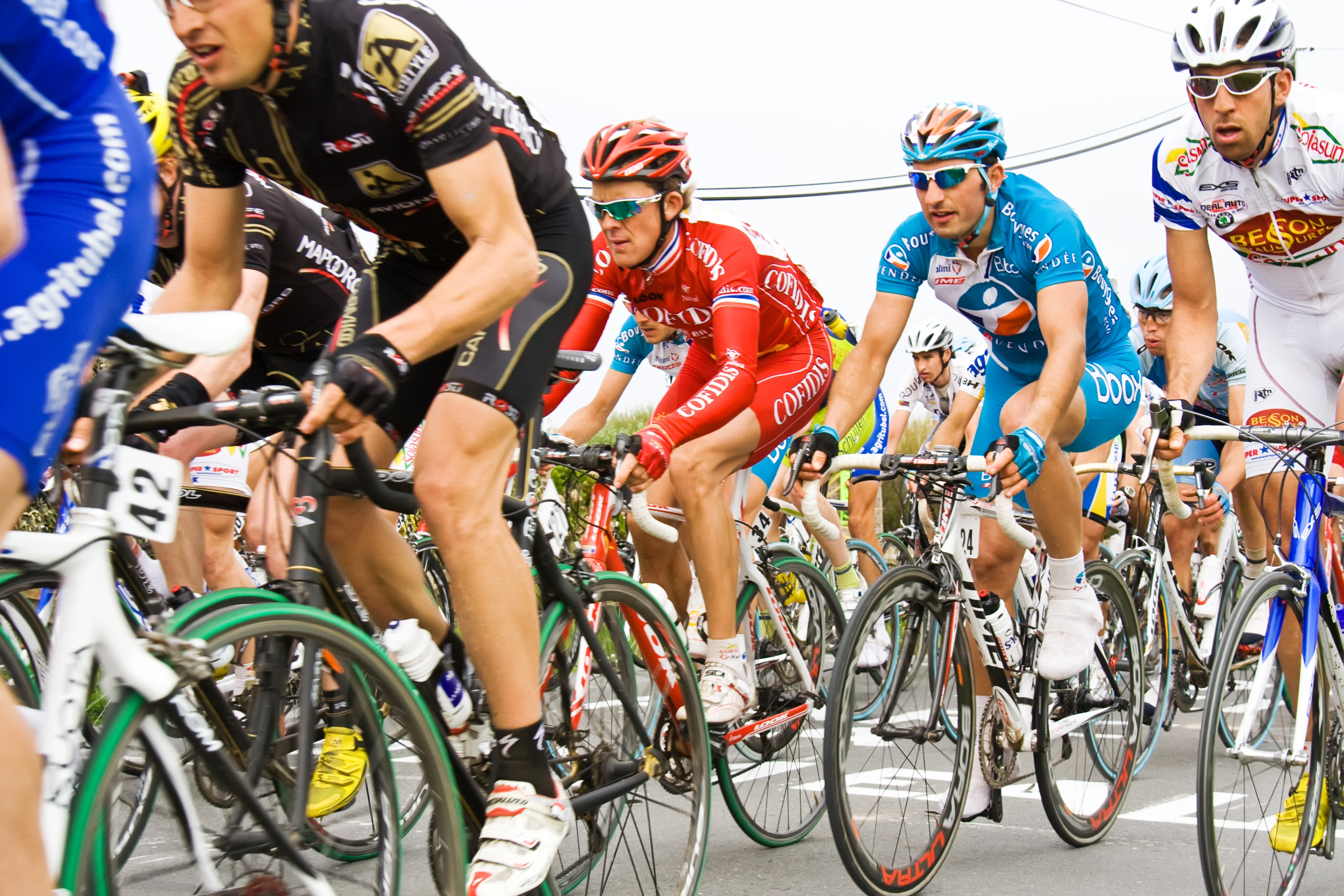
2009년 트로브로 레옹 자전거 경기

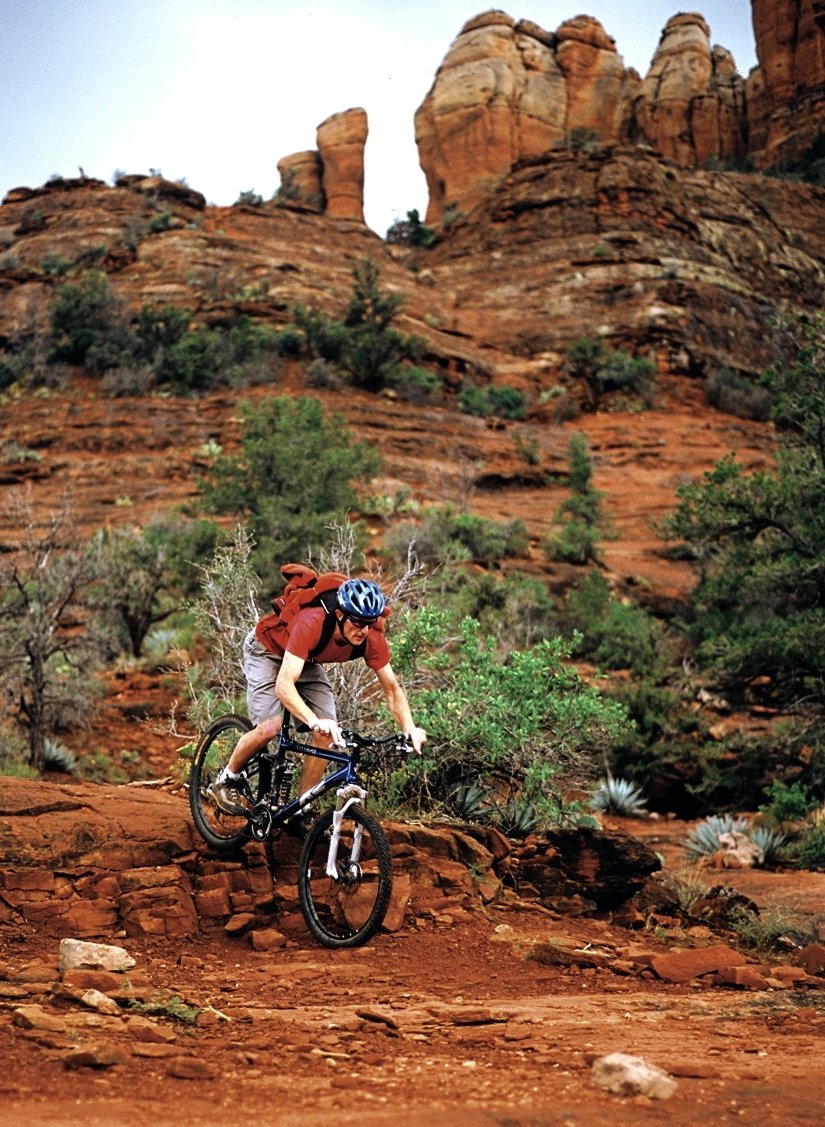
산악 자전거 타기

자전거 타기 또는 사이클링(cycling)은 교통과 레크리에이션, 스포츠 등을 위해 자전거를 타는 것을 말한다. 사이클을 이용하여 속도를 겨루는 것이 자전거 경기이다. 일반적인 이륜 자전거 이외에도 외발자전거나 삼륜, 사륜 자전거 등을 이용하기도 한다.
자전거는 19세기에 처음 생겨났고, 현재는 그 수가 약 10억개 정도에 이른다. 많은 지역에서 자전거는 중요한 운송 수단으로 사용되고 있다. 자전거는 짧은 거리에서는 아주 효율적인 운송 수단이다. 자전거는 자동차와 같은 운송 수단에 비해 다양한 장점을 가지고 있는데, 운동에 사용할 수 있다는 점을 비롯해, 화석 연료를 사용하지 않으며, 대기 오염이나 소음 공해를 일으키지 않는다는 점, 교통 체증을 감소시키고 주차하기가 쉽다는 점, 기동성이 좋고 차도가 아닌 일반 길로도 다닐 수 있다는 점 등이 있다. 또한 사용자와 사회(길에 피해를 덜 입히고, 포장을 필요로 하지 않는다.)에 경제적으로도 이득이 된다. 단점으로 꼽히는 것은 교통사고, 특히 자동차와의 충돌에서 안전성이 매우 떨어진다는 점, 이동에 소모되는 시간이 길다는 점(교통체증이 심한 지역을 제외하면), 날씨 조건에 영향을 크게 받는다는 점, 승객을 태우고 가기가 어렵다는 점, 기술과 좋은 건강을 요구한다는 점 등을 들 수 있다.

## 형태

### 생활형

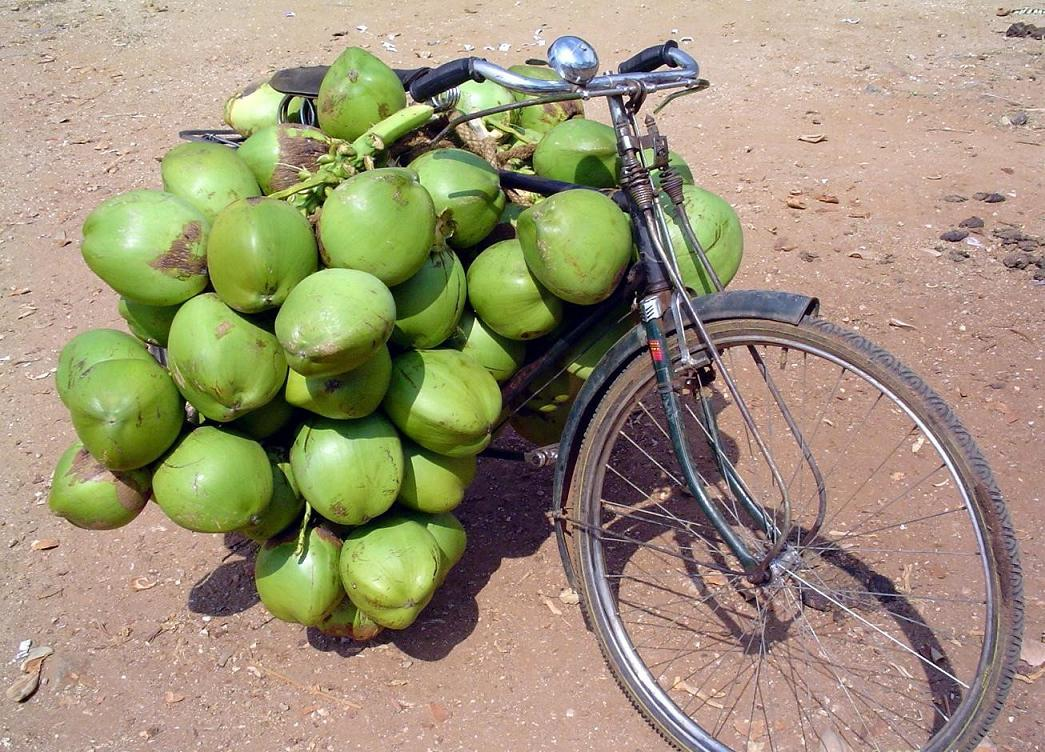
코코넛을 실은 자전거. 인도 카르씨발나타카

주로 도시에서 물건을 운반하는 상업 활동을 하거나 출퇴근이나 통학 등 일상 생활용으로 자전거를 타는 형태이다.
많은 나라에서 우편 배달에 전통적으로 자전거가 쓰였다. 영국 국영 우편에 1880년 처음 자전거가 쓰였다.
20세기 후반에 들어서서 도시에 자전거 경찰이 늘어나기 시작했다.
자전거는 많은 나라에서 보통 배달에 기본적인 운반 장비로 쓰이고 있다. 미국이나 영국에서는 청소년이 갖는 첫 직장으로 자전거 신문 배달을 많이 한다. 자전거 택배라고 부르는 자전거 메신저도 서류 등 도심지에서 간단한 물품 운반에 많이 쓰이고 있다.

### 오락형
자전거 여행
여가를 즐기기 위해 자전거를 타고 여행하면서 세계 곳곳을 탐험하면서 즐기는 것을 자전거 여행이라 부른다. 여행용 자전거는 오래 타도 잔 고장이 없고, 무거운 여행용 장비를 매달고 다닐 수 있도록 만들어져 있다.
떼잔차질
자전거 동호회 등을 통해 많은 수의 자전거인 들이 모여 자전거 타기를 즐긴다. 떼로 모여 자전거 타기, 그룹 라이딩(영어: group riding), 떼잔차질이라고 부르며, 친목도모와 서로 자전거와 관련한 정보 교환, 기술 습득 등의 기회를 갖는다.
산악 자전거 타기
산악 자전거는 1970년대 들어 시작되었다.

### 운동형

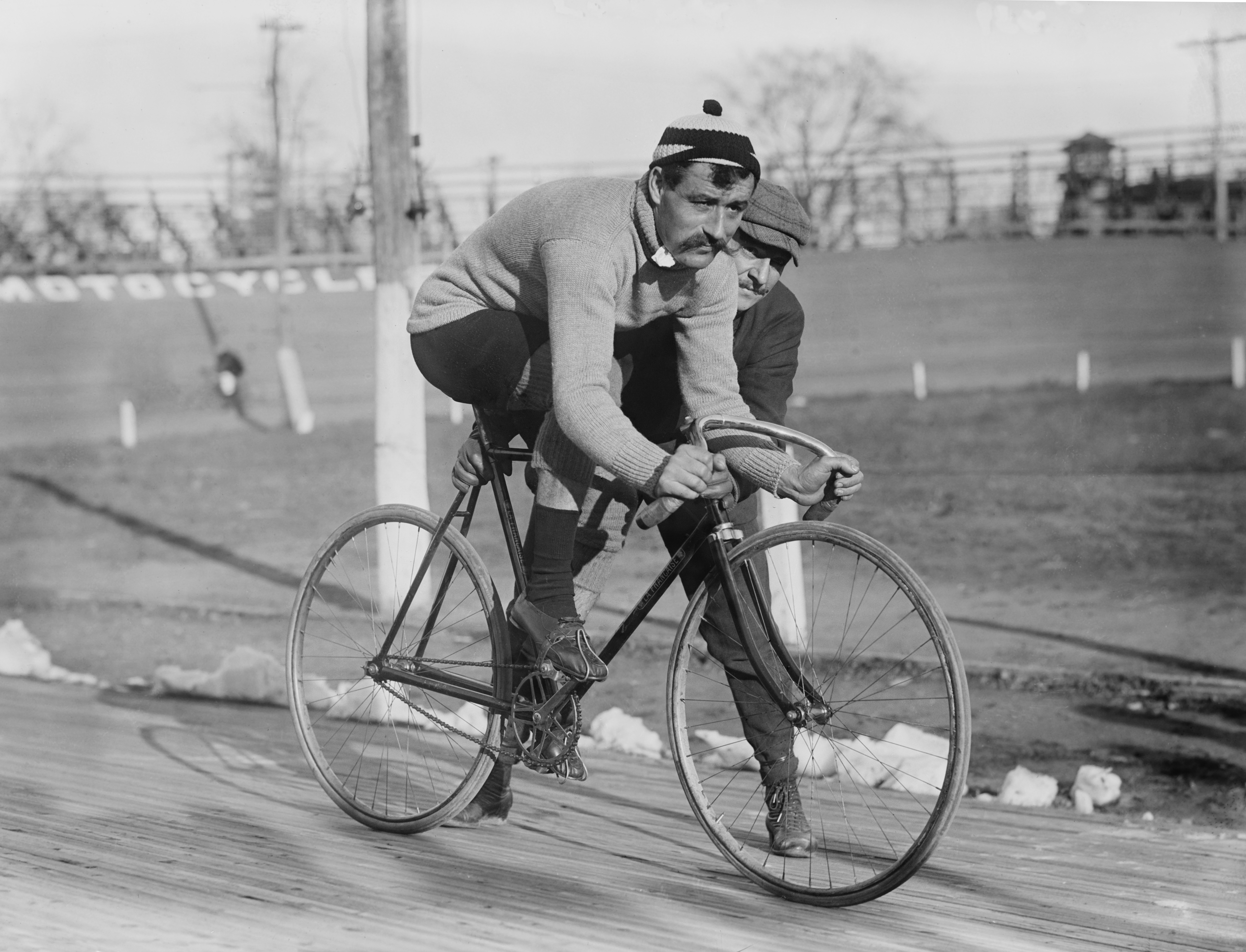
1909년 자전거 경기

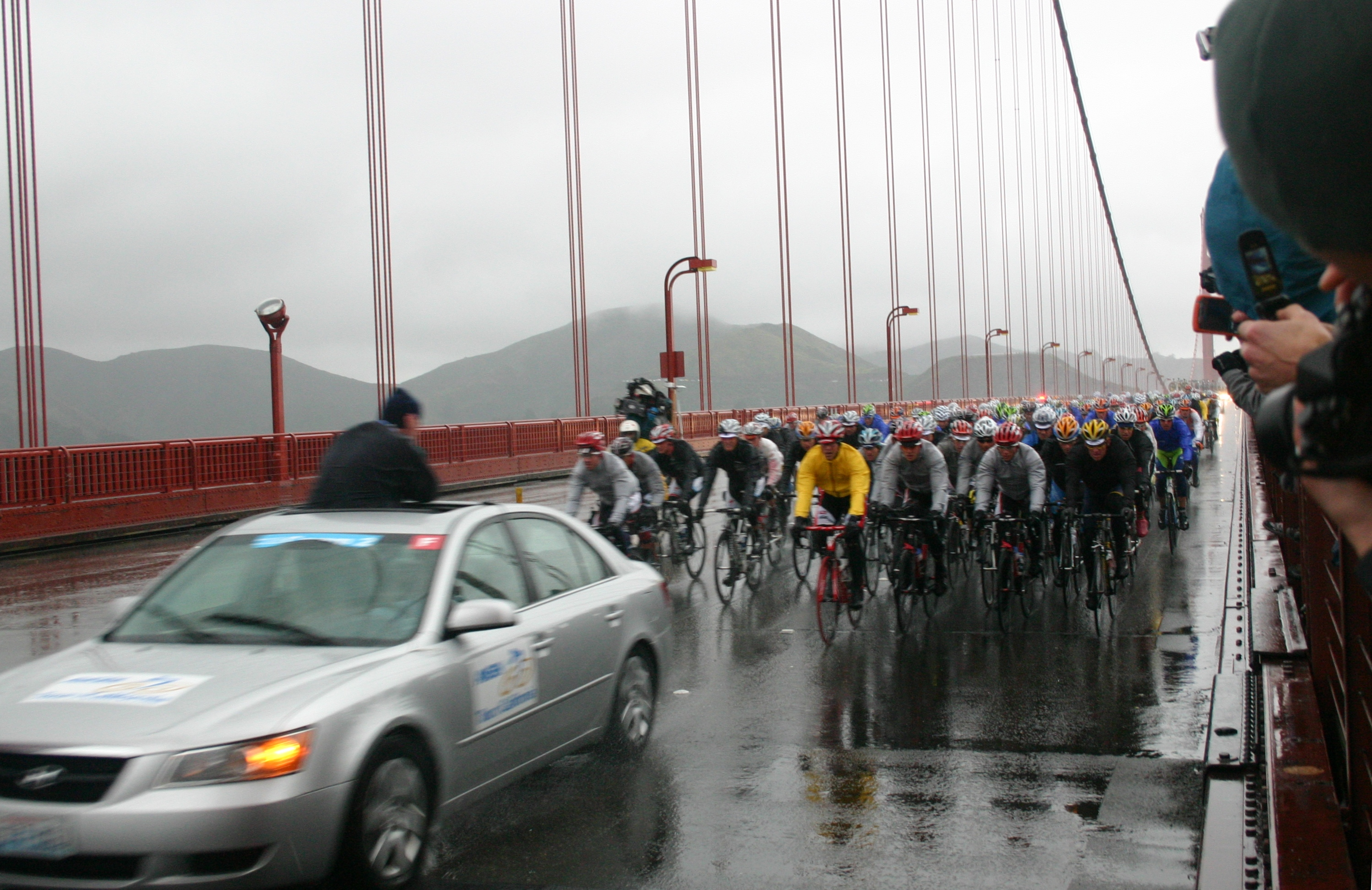
금문교를 통과하는 한 떼의 자전거 경기 선수

자전거가 소개된 후 얼마지나지 않아 자전거 경주가 생겨났다. 1890년대 들어 유행하기 시작했으며, “자전거 경주 황금 시대”동안 전 유럽을 횡단하거나 미국, 일본 등지에서도 많은 경주가 있었다.
자전거 경기를 위한 전용 벨로드롬 경기장이 생겼으며, 미국 보다는 프랑스, 벨기에, 이태리, 스페인 등 유럽을 중심하여 주된 스포츠 경기 종목으로 인기를 끌고 있다. 1903년 시작된 뚜르 드 프랑스가 제일 유명하다.
전 세계 자전거 경기를 관장하는 국제 자전거 경기 연합에서는 1990년대말 자전거 경기에 자전거 무게 6.8 kg 이하는 참여할 수 없도록 하는 규정을 만들었다. 이중 삼각 구조 형태인 리컴번트 자전거 또한 자전거 경기에 참여를 못하게 규정했다.

### 전쟁형
전투에는 자전거가 유용하지 못하나, 정찰이나 전투 지역으로 군인을 수송하는 일 등에는 유용하게 쓰였다. 예전 전시의 말대신에 쓰였으며, 제2차 보어 전쟁에서는 양측다 자전거를 도입했다. 제 1차 세계 대전이 터지자 프랑스, 독일, 오스트랠리아와 뉴질랜드가 군인 수송에 자전거를 썼다. 1937년 중국을 공격하던 일본군은 50,000명의 자전거 부대를 고용했다.
스위스에서는 마지막까지 자전거 부대를 갖고 있다가, 2003년에 해체했다.

## 활동
크리티컬 매스를 통해 자전거 타는 사람들이 도로를 떼로 지어 달리는 환경운동을 펼친다.

## 연합

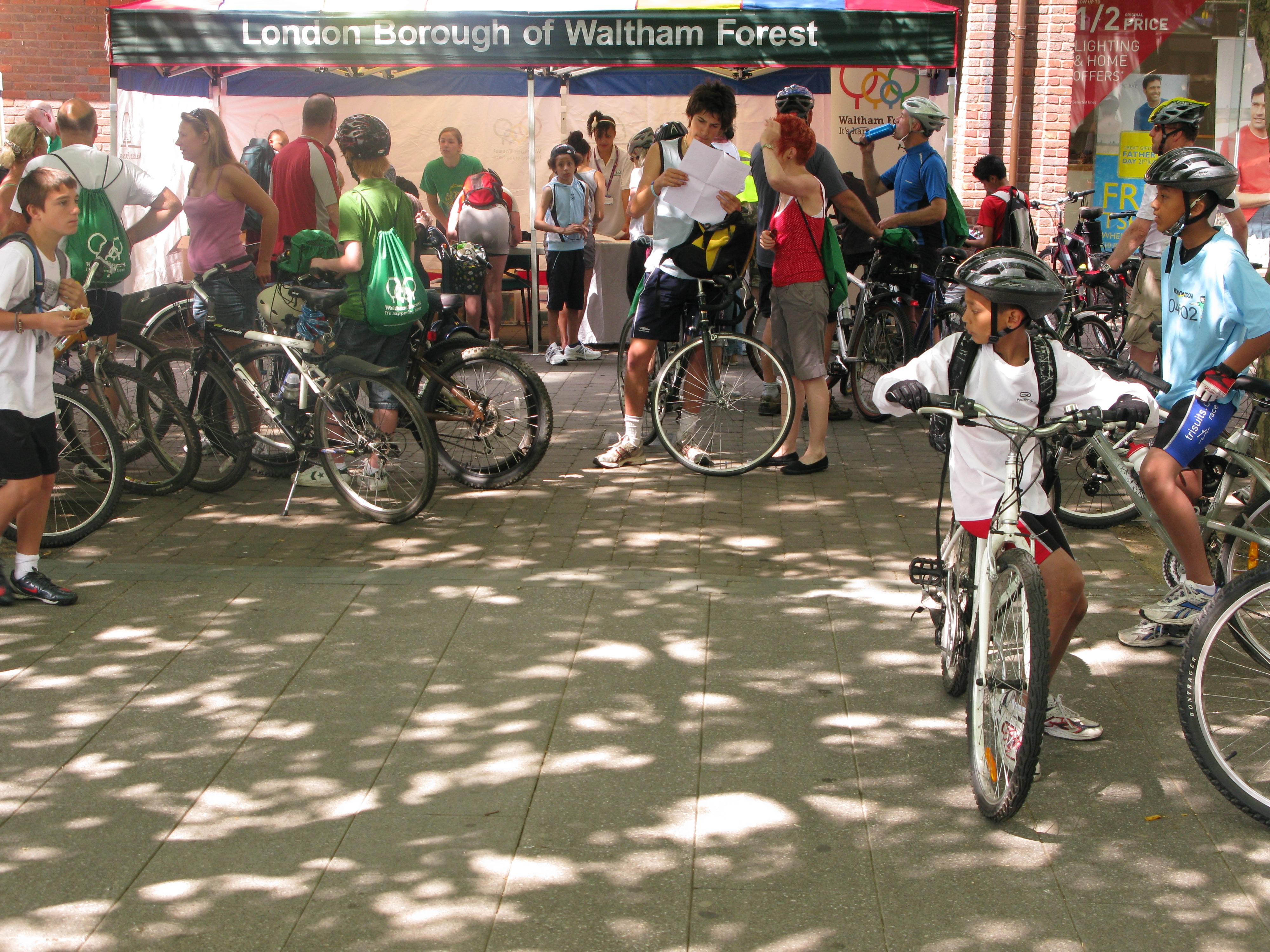
런던 자전거 운동에서 주최한 자전거 타기 대회

자전거 타는 사람들은 자전거 노선 개량, 자전거 도로 상태 개선, 도시 계획, 자전거 경기 모임, 자전거 여행자 모임 등 각종 자전거 용도에 따라 각각 연합체를 조직했지만 목적은 같은데, 자원 절약으로 환경 공해 방지, 건강한 몸을 갖는 등의 일이다.
자전거 경기 연합체는 국제 자전거 경기 연합이 조직되어 있다.

## 장점

### 운동
운동을 통해 건강을 증진시키고 삶의 질을 윤택하게 한다. 세계 보건 기구에 따르면 개도국의 흡연 다음의 운동 부족으로 인한 건강 손실 비용이 수천억 달러가 넘어가는데 자전거 타기가 건강 증진을 위한 지속 가능한 운동 활동으로 제일 좋다고 한다. 영국 자선단체 서스트랜스에 따르면 투자 대비 자전거로 얻는 건강 등의 이익이 20:1 이라고 한다.
예를 들면 도로에서 자전거를 타는 사람이 자전거 사고로 잃는 시간은 1년 정도라면 평균 수명은 20년 정도 늘어난다는 뜻이다.
자전거 타기는 수영과 더불어 관절에 무리를 주지 않는 대표적인 무부하 운동으로 꼽힌다.

### 친환경적인 교통수단
승용차와는 달리 자전거는 연료가 필요하지 않고, 사람의 힘만으로 움직일 수 있는 개인교통수단으로 많이 알려져있기 때문에 친환경적이라고 말할 수 있다.

### 연료비,교통비 절감
가까운거리로 갈 때 자전거로 하여금 교통비나 연료비를 절약할 수 있는 효과를 가져온다.

## 단점

### 부상
차량 등의 물체와 충돌로 인한 부상 혹은 사망, 후유증을 겪을 수 있다.
무릎이나 손목에 부상을 입을 수 있다. 너무 낮은 안장 혹은 너무 높은 안장, 잘못된 자세, 잘못된 자전거 지오메트리, 너무 높은 기어비, 과도한 자전거 타기 등이 원인이다.

### 매연에 노출
자전거 타기가 주로 도로에서 이루어지므로 차량에서 발생하는 매연에 직접적으로 노출된다.

### 비에 노출
대표적인 친환경 교통수단인 자전거는 승용차나 버스와는 달리 자전거는 가림개가 없어 비나 소나기,뇌우등이 올 경우 비에 쉽게 노출될 수 있고, 또 자전거가 비에 오랫동안 노출될 경우 부품이 녹슬기쉽다.

### 도난 위험
자전거는 거치대나 나무, 가로수, 전봇대 등이 없는 구역에 자전거를 그냥 세워두거나 잠금장치를 허술하게 묶을 경우 분실될 수 있다.

### 통증유발
안장 끝이 비교적 뾰족한 자전거 안장에서 오랫동안 앉아서 자전거를 타다보면 통증을 유발할 수 있다. 엉덩이 통증 예방을 위해 동호인이나 선수들은 패드가 달린 쫄바지를 입는다.

### 바람(공기)의영향
승용차, 버스, 트럭, 오토바이처럼 바람의 영향을 받지 않는 것과는 달리 자전거는 바람이 세게 불수록 속도가 크게 줄어 통행에 어려움을 준다.

### 경사로(오르막 길)통과의 어려움
승용차, 버스, 트럭, 오토바이는 경사로도 쉽게 다닐 수 있는 반면 자전거는 경사로를 오를 때 기어를 일일이 변속을 하여 가야하고, 평지에서 다니는 속도보다 크게떨어지고, 일일이 내려 끌고가야하는 번거로운 일이 발생하기 때문에 경사로를 오를 때 여러모로 어려운 점이 많다.

## 같이 보기
- 승용차
- 버스
- 트럭
- 오토바이
- 자전거
- 스트라이다